# Филмографија Џулијане Мур
Џулијана Мур је америчка глумица која је дебитовала на телевизији 1984. године у мистериозној серији мистери жанра The Edge of Night. Наредне године се први пут појавила у сапуници Љубав за сва времена, која јој је донела награду за Дневни Еми за најбољу младу глумицу у драмској серији 1988. године. Након улога у телевизијским филмовима, Џулијана је остварила свој пробој у драмском филму Роберта Алтмана Short Cuts (1993). Критичари су похвалили њену улогу која је остала позната по монологу њеног лика док је она нага испод струка. Играла је главне улоге у драми Safe, режисера и сценаристе Тода Хејнса, и романтичној комедији Девет месеци, 1995. године. Године 1997. Џулијана је глумила ветеранску порнографску глумицу у драмском филму Пола Томаса Андерсона Ноћи бугија, што јој је донело прву номинацију за Оскара за најбољу споредну глумицу. Такође се појавила у авантуристичком наставку Стивена Спилберга Изгубљени свет: Парк из доба јуре, што је уједно био и њен најкомерцијалнији филм до тада. Две године касније, играла је ратну прељубницу у филму Крај једне љубавне приче, за коју је добила своју прву номинацију за Оскара за најбољу глумицу.
Године 2001. Мур је тумачила лик Кларис Стерлинг у наставку криминалистичког трилера Ханибал, а појавила се и као научник у научнофантастичној комедији Еволуција. Следеће године поново се удружила са Тодом Хејнсом у драми Далеко од раја и глумила у драми Сати режисера Стивена Далдрија, у оба филма глумећи проблематичну домаћицу из предграђа из 1950-их. Награђена је Волпијевим пехаром за најбољу глумицу за улогу у првом и Сребрним медведом за најбољу глумицу за улогу у другом филму, а такође је добила номинације за Оскара за најбољу глумицу (Далеко од раја ) и најбољу споредну глумицу (Сати). Године 2006. Џулијана је глумила у криминалистичкој драми Земља слободе и научнофантастичном трилеру Потомци, америчког режисера Алфонса Куарона. Наставила је да игра друштвену представницу Барбару Дејли Бекеленд у филму Окрутна милост (2007) и појавила се уз Колина Ферта у драми Самац (2009).
Џулијана Мур је глумила политичарку Сару Пејлин у политичкој телевизијској драми Промена игре из 2012. године, за коју је освојила награду Еми за најбољу главну глумицу у мини-серији или ТВ филму. Значајан успех остварила је 2014. године глумећи остарелу глумица у сатири Мапе до звезда, која јој је донела награду Канског филмског фестивала за најбољу глумицу, и као професорку лингвистике са раном појавом Алцхајмерове болести у драми И даље Алис, за коју је добила је Оскара за најбољу глумицу. Мурова се такође појавила у остварењу Игре глади: Сјај слободе — 1. део, који је зарадио преко 755 милиона и тако постао њен филм са највећом зарадом. Ову улогу председнице Алма Којн  репризирала је у филмском наставку из 2015. године. Године 2017. глумила је зликовца-предузетника у веома успешном шпијунском филму Kingsman: Златни круг. Годину дана касније, Џулијана се појавила у улози Глорије Бел у истоименој комичној драми Себастијана Лелиота. Глумила је дечијег психолога Ану Фокс у психолошком трилеру Жена на прозору снимљеним 2019. година, чија је премијера филма померена на 2021, због пандемије ковида 19. Исте године појавила се у гласовној улози Коре Прескот у анимираном филму Неукротиви Спирит.

## Филм
| Година | Наслов                             | Улога                | Напомена                             | Реф.          |
| ------ | ---------------------------------- | -------------------- | ------------------------------------ | ------------- |
| 1990.  | Приче са тамне стране              | Сузан                |                                      | [ 25 ] [ 26 ] |
| 1992.  | Рука која љуља колевку             | Марлен Крејвен       |                                      | [ 27 ]        |
| 1992.  | The Gun in Betty Lou's Handbag     | Елинор               |                                      | [ 28 ]        |
| 1993.  | Тело као доказ                     | Шерон Дулани         |                                      | [ 29 ]        |
| 1993.  | Бени и Џун                         | Рути                 |                                      | [ 30 ]        |
| 1993.  | Бегунац                            | др Ен Истман         |                                      | [ 31 ]        |
| 1993.  | Кратки резови                      | Маријан Вајман       |                                      | [ 32 ]        |
| 1994.  | Вања из 42. улице                  | Јелена               |                                      | [ 33 ]        |
| 1995.  | Safe                               | Карол Вајт           |                                      | [ 31 ]        |
| 1995.  | Цимери                             | Бет Холцек           |                                      | [ 34 ]        |
| 1995.  | Девет месеци                       | Ребека Тејлор        |                                      | [ 35 ]        |
| 1995.  | Атентатори                         | Ана / Електра        |                                      | [ 34 ]        |
| 1996.  | Преболети Пикаса                   | Дора Мар             |                                      | [ 36 ]        |
| 1997.  | Парк из доба јуре: Изгубљени свет  | др Сара Хардлинг     |                                      | [ 31 ]        |
| 1997.  | Мит о отисцима прстију             | Мија                 |                                      | [ 31 ]        |
| 1997.  | Ноћи бугија                        | Амбер Вејвс / Маги   |                                      | [ 32 ]        |
| 1997.  | Паклени такси                      | избезумљена жена     |                                      | [ 37 ] [ 38 ] |
| 1998.  | Велики Лебовски                    | Мод Лебовски         |                                      | [ 31 ]        |
| 1998.  | Психо                              | Лајла Крејн          |                                      | [ 26 ]        |
| 1999.  | Колачић судбине (филм)             | Кора Дувал           |                                      | [ 39 ]        |
| 1999.  | Идеални супруг                     | Лора Чевели          |                                      | [ 31 ]        |
| 1999.  | Мапа света                         | Тереза Колинс        |                                      | [ 31 ]        |
| 1999.  | Крај једне љубавне приче           | Сара Мајлс           |                                      | [ 31 ]        |
| 1999.  | Магнолија                          | Линда Партриџ        |                                      | [ 31 ]        |
| 2000.  | Not I                              | Уста                 | кратки филм                          | [ 40 ]        |
| 2000.  | Женскарош                          | Одри                 |                                      | [ 31 ]        |
| 2001.  | Ханибал                            | Кларис Старлинг      |                                      | [ 26 ]        |
| 2001.  | Еволуција                          | др Алисон Рид        |                                      | [ 34 ]        |
| 2001.  | Светски путник                     | Дулси                |                                      | [ 41 ]        |
| 2001.  | Лука љубави                        | Вејви Праус          |                                      | [ 31 ]        |
| 2002.  | Далеко од раја                     | Кати Витакер         |                                      | [ 34 ]        |
| 2002.  | Сати                               | Лора Браун           |                                      | [ 34 ]        |
| 2004.  | Мери и Брус                        | Мери                 | такође извршни продуцент             | [ 42 ]        |
| 2004.  | Правила привлачности               | Одри Вудс            |                                      | [ 34 ]        |
| 2004.  | Заборављен                         | Тели Парета          |                                      | [ 31 ]        |
| 2005.  | Љубав у великом граду              | Ребека               |                                      | [ 43 ]        |
| 2005.  | Победница (филм из 2025)           | Евелин Рајан         |                                      | [ 34 ]        |
| 2005.  | The Naked Brothers Band: The Movie | себе                 | камео                                | [ 44 ]        |
| 2006.  | Земља слободе                      | Бренда Мартин        |                                      | [ 45 ]        |
| 2006.  | Потомци                            | Џулијан Тејлор       |                                      | [ 34 ] [ 46 ] |
| 2007.  | Следеће                            | НСА агент Кали Ферис |                                      | [ 31 ]        |
| 2007.  | Окрутна милост                     | Барбара Бекеленд     |                                      | [ 47 ] [ 48 ] |
| 2007.  | Нема ме                            | Алис Фабијан         |                                      | [ 31 ]        |
| 2008.  | Под будним оком                    | ARIIA (глас)         | други назив Око соколово непотписана | [ 49 ]        |
| 2008.  | Слепило                            | докторева жена       |                                      | [ 34 ]        |
| 2009.  | Приватни животи Пипе Ли            | Кет                  |                                      | [ 50 ]        |
| 2009.  | Самац                              | Шарлот Чарли Робертс |                                      | [ 51 ]        |
| 2009.  | Клои                               | Катрин Стјуарт       |                                      | [ 52 ] [ 53 ] |
| 2010.  | Клинци су у реду                   | Џулс Олгуд           |                                      | [ 34 ]        |
| 2010.  | Заклон                             | Кара Хардинг         | Такође познат као 6 душа             | [ 54 ] [ 55 ] |
| 2011.  | Та луда љубав                      | Емили Вивер          |                                      | [ 56 ]        |
| 2012.  | Бити Флин                          | Џоди Флин            |                                      | [ 57 ]        |
| 2012.  | Шта је Мејси знала                 | Сузана               |                                      | [ 58 ]        |
| 2013.  | Дон Џон                            | Естер                |                                      | [ 59 ]        |
| 2013.  | Професорка енглеског               | Линда Синклер        |                                      | [ 60 ]        |
| 2013.  | Кери                               | Маргарет Вајт        |                                      | [ 61 ]        |
| 2014.  | Нон-стоп                           | Џен Самерс           |                                      | [ 62 ]        |
| 2014.  | Мапе до звезда                     | Хавана Сегранд       |                                      | [ 63 ]        |
| 2014.  | И даље Алис                        | др Алис Холанд       |                                      | [ 64 ]        |
| 2014.  | Игре глади: Сјај слободе — 1. део  | Алма Којн            |                                      | [ 65 ]        |
| 2014.  | Седми син                          | Мајка Малкин         |                                      | [ 66 ] [ 67 ] |
| 2015.  | Мегин план                         | Жоржет Нергорд       |                                      | [ 68 ]        |
| 2015.  | Слободна љубав                     | Лорел Хестер         |                                      | [ 69 ]        |
| 2015.  | Игре глади: Сјај слободе — 2. део  | Алма Коин            |                                      | [ 70 ]        |
| 2017.  | Музеј чудеса                       | Лилијан Мејхју       |                                      | [ 71 ]        |
| 2017.  | Предграђе                          | Роуз / Маргарет      |                                      | [ 72 ]        |
| 2017.  | Kingsman: Златни круг              | Попи Адамс           |                                      | [ 73 ]        |
| 2018.  | Глорија Бел                        | Глорија Бел          |                                      | [ 74 ]        |
| 2018.  | Бел Канто                          | Роксан Кос           |                                      | [ 75 ]        |
| 2019.  | После венчања                      | Терезија Јанг        |                                      | [ 76 ]        |
| 2019.  | Неверовтна девојка                 | Франческа Морети     | кратки филм                          | [ 77 ]        |
| 2020.  | The Glorias                        | Глорија Штајне       |                                      | [ 78 ]        |
| 2021.  | Жена на прозору                    | Џејн Расел           |                                      | [ 79 ]        |
| 2021.  | Неукротиви Спирит                  | Кора Прескот (глас)  |                                      | [ 80 ]        |
| 2021.  | With/In: Volume 1                  | непознато            | сегмент Intersection                 | [ 81 ]        |
| 2021.  | Dear Evan Hansen                   | Хајди Хансен         |                                      | [ 82 ]        |
| 2022.  | When You Finish Saving the World   | Рејчел Кетс          |                                      | [ 83 ]        |
| 2023.  | Sharper                            | Мадлин               | такође продуцент                     | [ 84 ]        |
| 2023.  | May December                       | Грејси Атерто        |                                      | [ 85 ]        |
| ускоро | Echo Valley                        | Кејт Гарет           | снима се                             | [ 86 ]        |

| Означава филмове који још увек нису објављени | Означава филмове који још увек нису објављени |

## Телевизија
| Година           | Наслов               | Улога                   | Напомена                                 | Реф.                 |
| ---------------- | -------------------- | ----------------------- | ---------------------------------------- | -------------------- |
| 1984.            | The Edge of Night    | Кармен Енглер           | седам епизода                            | [ 87 ] [ 88 ]        |
| 1985–1988; 2010. | Како се свет окреће  | Франи Хјуз Сабрина Хјуз |                                          | [ 2 ] [ 87 ] [ 89 ]  |
| 1987.            | Узећу Менхетн        | Индиа Вест              | мини-серија                              | [ 90 ]               |
| 1989.            | Money, Power, Murder | Пеги Лин Брејди         | телевизијски филм                        | [ 91 ] [ 92 ]        |
| 1990.            | B.L. Stryker         | Тина                    | епизода High Rise                        | [ 93 ]               |
| 1991.            | The Last to Go       | Мерси                   | телевизијски филм                        | [ 31 ] [ 94 ] [ 95 ] |
| 1991.            | Смртоносна чаролија  | Connie Stone            | телевизијски филм                        | [ 96 ]               |
| 1998.            | Saturday Night Live  | Host                    | епизода Julianne Moore / Backstreet Boys | [ 97 ]               |
| 2004.            | Улица Сезам          | себе                    | две епизоде                              | [ 98 ]               |
| 2009–2013.       | Телевизијска посла   | Ненси Донован           | шест епизода                             | [ 26 ]               |
| 2012.            | Промена игре         | Сара Пејлин             | телевизијски филм                        | [ 99 ]               |
| 2016.            | Inside Amy Schumer   | себе                    | епизода Brave                            | [ 100 ]              |
| 2016.            | Difficult People     | Сара Нусбаум            | епизода High Alert                       | [ 101 ]              |
| 2017.            | Nightcap             | себе                    | епизода Single White Staci               | [ 102 ]              |
| 2021.            | Lisey's Story        | Лиза Ландон             | мини-серија                              | [ 103 ]              |
| 2023.            | Mary & George        | Mary Villiers           | мини-серија                              | [ 104 ]              |

| Телевизијске емисије које нису емитоване | Означава телевизијске емисије које нису емитоване |

## Видео игрице
| Година | Наслов                       | Улога                | Напомена                                             | Реф.    |
| ------ | ---------------------------- | -------------------- | ---------------------------------------------------- | ------- |
| 1997.  | Chaos Island: The Lost World | Сара Хардлинг (глас) | Засновано на филму Парк из доба јуре: Изгубљени свет | [ 105 ] |